# Капан-Бониту
Капан-Бониту (порт. Capão Bonito)  —  муниципалитет в Бразилии. входит в штат Сан-Паулу. Составная часть мезорегиона Итапетининга. Входит в экономико-статистический  микрорегион Капан-Бониту, который входит в Итапетининга. Население составляет 46 946 человек на 2006 год. Занимает площадь 1 641,043 км². Плотность населения — 28,6 чел./км².

## История
Город основан 2 апреля 1857 года.

## Статистика
- Валовой внутренний продукт на 2003 составляет 287.897.877,00 реалов (данные: Бразильский институт географии и статистики).
- Валовой внутренний продукт на душу населения на 2003 составляет 6.145,36 реалов (данные: Бразильский институт географии и статистики).
- Индекс развития человеческого потенциала на 2000 составляет 0,716 (данные: Программа развития ООН).

## География
Климат местности: субтропический. В соответствии с классификацией Кёппена, климат относится к категории Cfb.